# 小栗かずまた
小栗 かずまた（おぐり かずまた、本名：小栗 又一郎、1974年11月18日 - ）は、日本の漫画家。男性。東京都出身。

## 経歴
1994年、『トウフノカド』で第40回赤塚賞に準入選し、同作が『週刊少年ジャンプ 1994年 Summer Special』（集英社）に掲載されてデビューとなる。1997年から2000年にかけて『週刊少年ジャンプ』で『花さか天使テンテンくん』を連載し、同作はテレビアニメ化もなされた。
2008年には集英社の児童書レーベル「わくわくキッズブック」において『グータラ王子』シリーズ（全7冊）の刊行をスタートさせ、児童書にも活動の場を広げた。2009年以降は漫画家の活動と平行しそちらの活動も本格化させ、前述作のほか、同社より『にげだせ!ジョニー』シリーズを、ポプラ社より『ヒャッハー!ふなっしーとフルーツ王国』シリーズを刊行している。
また、小栗吉忠を祖とする三河小栗氏の17代当主であり、小栗貞雄の曾孫、小栗上野介忠順の末裔である。2005年に『よこすか開国祭』にて、自身の先祖にあたる小栗上野介をモチーフとしたキャラクター「オグリン」を、ペリー提督をモチーフとしたキャラクター「ペリリン」と共にデザインした。2008年には小栗上野介の玄孫として、徳川家当主の徳川恒孝とともに駿河台で行われたお成り行列に参列した。その後も横須賀との縁は続き、2015年には小栗上野介が設立を推し進めた横須賀製鉄所創設150周年に際し、レオンス・ヴェルニーをモチーフとしたキャラクター「ヴェルニン」をデザインしている。

## 作風
幼年漫画に近い少年向けギャグ漫画を主に描いている。ストーリーやギャグなど全体的なデザインをおおむね低年齢層に合わせたシンプルなものにしているため、小学生を中心とした低年齢層の読者に評価されている。『着け鼻着け口』のような横顔は小栗独自の画風である。また、作風に反した写実的タッチやリアルな劇画調のキャラクターも描ける。
最初の連載作品『花さか天使テンテンくん』は、藤子不二雄以来の児童漫画の王道路線に、現代的なセンスを取り込み、人気を得た。

## 作品リスト

### 連載作品
花さか天使テンテンくん（全17巻）
『週刊少年ジャンプ』に1997年11号 - 2000年30号まで連載。
初連載にして大きな人気を得る。アニメ化もされた。
もののけ!にゃんタロー（全2巻）
『週刊少年ジャンプ』に2001年51号 - 2002年11号まで連載。
学園探偵エンラクくん（全1巻）
『月刊少年ジャンプ』に2005年2月号 - 9月号まで連載。
ヘンテコ忍者 いもがくれチンゲンサイ様（全4巻）
『最強ジャンプ』に2011年春号 - 2014年9月号まで連載。
『VOMIC』にて2012年1月よりヴォイスコミック版も全4話で配信された。
最強ボスザル伝アラシ!!!（全3巻）
『最強ジャンプ』に2014年11月号 - 2018年5月号まで連載。
れいぞうこのつけのすけ!（全2巻）
『最強ジャンプ』に2018年11月号 - 2020年11月号まで連載。
テレビ東京系の朝の子供番組『おはスタ』で2018年10月より毎週月曜に放送中の同名アニメのコミカライズ。
めちゃめちゃ!ブサイくん（全2巻）
『最強ジャンプ』に2019年5月号 - 2021年5月号まで連載。
アンラッキー不幸田先生（既刊1巻）
『最強ジャンプ』に2022年6月号から2025年4月号まで連載。

### 読み切り他
トウフノカド
週刊少年ジャンプ 1994年 Summer Specialに掲載。※ 第40回赤塚賞準入選作品。
楽しい!ドワーフファミリー
『週刊少年ジャンプ 1995年 Spring Special』に掲載。
親切くん
『週刊少年ジャンプ 1996年 Winter Special』に掲載。
花さか天使テンテンくん
『週刊少年ジャンプ』1996年45号に掲載。連載の原型となった作品。
解決!!クエスチョンマンくん
『週刊少年ジャンプ増刊 ジャンプGAG Special 2002』に掲載。
はちゃめちゃスゴ犬伝 いぬみち!
『別冊コロコロコミック』2007年6月号に掲載。
『キン肉マン』トリビュート 秋のマッスル4コマ祭り開催!!
『週刊プレイボーイ』2007年11月5日号に掲載。
ぎゃる・エン
『月刊ヤングジャンプ』創刊号（2008年）に掲載。青年誌作品。
『キン肉マン』トリビュート!! 祝30周年!! 真夏の肉4コマ祭り
『週刊プレイボーイ』2008年8月17日号に掲載。
ガンバレ! ロビンくん
『週刊プレイボーイ』2009年6月2日特大号に掲載。
めちゃめちゃ! ブサイくん
『最強ジャンプ』2018年11月号に掲載。
アンラッキー不幸田先生
『最強ジャンプ』2022年1月号に掲載。
冒険少年ゲンキ
『最強ジャンプ』2023年3月号に掲載。同号に『アンラッキー不幸田先生』が掲載されるはずであったが、小栗の体調不良により、小栗がSNSで発表後、『めちゃめちゃ！ブサイくん』第2巻に収録されていた本作を、『れいぞうこのつけのすけ！』セレクションとともに掲載。

### 児童書
グータラ王子シリーズ
グータラ王子のぐ〜たら大ぼうけん（2008年5月初版発行、集英社〈わくわくキッズブック2〉） - ISBN 978-4-08-315002-9
グータラ王子のぐ〜たらはつめい大バトル!（2008年7月初版発行、集英社〈わくわくキッズブック6〉） - ISBN 978-4-08-315006-7
グータラ王子のぐ〜たらおばけ大レース!!（2008年12月初版発行、集英社〈わくわくキッズブック10〉） - ISBN 978-4-08-315010-4
グータラ王子のぐ〜たらなぞのちかていこく（2009年7月初版発行、集英社〈わくわくキッズブック14〉） - ISBN 978-4-08-315014-2
グータラ王子のぐ〜たらミラクルクリスマス（2009年12月初版発行、集英社〈わくわくキッズブック17〉） - ISBN 978-4-08-315017-3
グータラ王子のぐ〜たら ばくしょう かいじゅう島（2010年7月初版発行、集英社〈わくわくキッズブック20〉） - ISBN 978-4-08-315020-3
グータラ王子のぐ〜たらきょうふの大まおうのしろ（2010年12月初版発行、集英社〈わくわくキッズブック23〉） - ISBN 978-4-08-315023-4
にげだせ!ジョニーシリーズ
にげだせ!ジョニー あくまのけいむしょ（2010年7月初版発行、集英社〈わくわくキッズブック22〉） - ISBN 978-4-08-315022-7
にげだせ!ジョニー ちょうのうりょくけいむしょ（2010年12月初版発行、集英社〈わくわくキッズブック25〉） - ISBN 978-4-08-315025-8
ヒャッハー! ふなっしーとフルーツ王国シリーズ
ヒャッハー! ふなっしーとフルーツ王国 おうごんのなしをとりもどせ!（2016年4月初版発行、ポプラ社） - ISBN 978-4-59-114976-8
ヒャッハー! ふなっしーとフルーツ王国 なぞのブドウまじん（2016年10月初版発行、ポプラ社） - ISBN 978-4-591-15124-2
ヒャッハー! ふなっしーとフルーツ王国 びっくりフルーツ大うんどうかい（2017年4月初版発行、ポプラ社） - ISBN 978-4-591-15425-0
ヒャッハー! ふなっしーとフルーツ王国 パインかいぞくだんと すごいおたから（2017年10月初版発行、ポプラ社） - ISBN 978-4-591-15604-9
はくねつ！モンスターバトルシリーズ
はくねつ！モンスターバトル きゅうけつきVSカッパ 雪男VS宇宙ロボット（2020年7月初版発行、学研プラス） - ISBN 978-4-05-205188-3
はくねつ！モンスターバトル メデューサVSオオカミ男 ざしきわらしVSドラゴン（2020年12月初版発行、学研プラス） - ISBN 978-4-05-205336-8
おばけねこドロンニャシリーズ
おばけねこドロンニャ ドロロン こわがらせ大さくせん（2023年10月初版発行、ポプラ社） - ISBN 978-4-591-17924-6

### その他
ペリリン&オグリン
ペリー提督と小栗忠順をモデルに、2005年に制定されたよこすか開国祭のキャラクター。キャラクターデザインを担当。
ヴェルニン
フランソワ・レオンス・ヴェルニーをモデルに、2015年に制定された横須賀製鉄所のキャラクター。キャラクターデザインを担当。

## 師匠
- 平松伸二

## アシスタント
- 長谷川誠
- 武藤大哉
- 中島大作

## 関連人物
木多康昭
『花さか天使テンテンくん』連載と同時期に『幕張』を連載していた漫画家。親しかったらしく『幕張』の作中に小栗本人をモデルとしたキャラクターが登場している。しかしそのキャラクターが作中で酷い扱いをされたため小栗が抗議をし、突如として登場しなくなった。そのため木多との不仲説が流れたが、小栗本人はそれを否定している。その後小栗は木多の作品『泣くようぐいす』の単行本 6巻に、やや皮肉めいたコメントを寄稿している。また、『幕張』のキャラクターが全裸に羽根の飾りを付けた、テンテンくんの格好をネタにしたコスプレで登場した後、『花さか天使テンテンくん』の表紙窓にリアルテンテンくんとして登場するなど、交流の深さを示すエピソードも存在する。